# Костел Небовзяття Пресвятої Діви Марії (Ридодуби)
Косте́л Небовзяття Пресвятої Діви Марії в Ридодубах — культова споруда, парафіяльний римо-католицький храм у селі Ридодуби Тернопільської области України.

## Історія
До першої світової війни місцеві римо-католики, чисельність яких перевищувала півтисячі, намагались спорудити власну святиню, але накопичені будівельні матеріали розікрали.
15 серпня 1923 року о. Й. Хара освятив наріжний камінь під будівництво філіальної каплиці парафії в Хом'яківці за проєктом Теодора Втужецького (пол. Tedor Wtórzecki), архітектора в Чорткові.
15 серпня 1931 року каплицю було освячено, але її будівництво завершили в 1934 року.
У 1937 році Ридодуби увійшли до новоствореної парафії в Білобожниці.
У 1950—1951 та 1979—1989 роках святиню закривали.
23 грудня 1989 року повернений костел освятив майбутній єпископ о. Маркіян Трофим'як.
У 1993 році костел відремонтовано.